# Skydeselskab
Skydeselskaber er selskabelige foreninger som normalt afholder fugleskydning for sine medlemmer en gang om året og jævnlige øvelsesskydninger, samt selskabelige sammenkomster. Skydeselskaber udspringer af købstædernes købmandsgilder i Middelalderen.  De danske skydeselskaber har også historisk haft til formål at forberede deres medlemmer til forsvar. Det er dyrt at være medlem, og medlemmerne tilhører ofte det bedre borgerskab. Medlemmerne af et skydeselskab kaldes skydebrødre.